# Ptochophyle orthogramma
Ptochophyle orthogramma är en fjärilsart som beskrevs av Louis Beethoven Prout 1925. Ptochophyle orthogramma ingår i släktet Ptochophyle och familjen mätare. Inga underarter finns listade.